# V. Alexandrosz makedón király
V. Alexandrosz (?, i. e. 4. század – Lárisza, i. e. 294) makedón király az Antipatrida-dinasztiából i. e. 297 és 294 között.

## Élete
Kasszandrosz makedón király és Thesszaloniké, III. Alexandrosz (Nagy Sándor) féltestvérének a fia. Édesapja halála után két bátyja,  IV. Philipposz  és I. Antipatrosz uralkodtak. Az Antipatrosszal kirobbant testvérháború során I. Pürrhosz épeiroszi királyt és az ellenséges Antigonida-dinasztia tagját Démétriosz Poliorkétészt hívta segítségül. Később Pürrhosz háttérbe vonulása után meg akarta öletni Démétrioszt, azonban Démétriosz gyanút fogott, és egy vacsorán végül ő ölette meg Alexandroszt.